# Bilke község
Bilke község (ukránul: Білківська сільська громада, magyar átírásban: Bilkivszka szilszka hromada) falusi típusú, helyi önkormányzattal rendelkező közigazgatási egység (hromada) Ukrajna Kárpátontúli területén, a Huszti járásban. A község székhelye Bilke falu, a községi önkormányzat elnöke Vaszil Szemenovics Zejkan.
Területe 149,2 km², lakossága 2021. első negyedévi adat szerint 20 650 fő.
A 2020-as ukrajnai közigazgatási reform során, 2020. június 12-én hozták létre öt falu tanácsainak egyesülésével. 

## Települések
Bilke községet hat falu alkotja:
- Bilke
- Nagyrákóc
- Sárdik
- Misztice
- Lukova
- Kisrákóc